# Свительский, Лаврентий Константинович
Лаврентий Константинович Свительский (пол. Ławrientij Konstantinowicz Switielski; 14 августа 1902, Сычёвка, под Житомиром — 21 февраля 1979, Киев) — генерал-майор ВС СССР, генерал бригады Народного Войска Польского.

## Биография
Родители — Константин Свительский и Мария Круковская. Окончил два класса крестьянской школы в деревне Буки под Житомиром. С 1922 года член Чеповичского райкома ВКП(б). С 1923 года в рядках РККА, в 1926 году окончил школу командиров пехоты в Москве. Командир взвода 45-го стрелкового пола, с мая 1930 года командир роты. В 1929—1931 годах — студент вечернего отделения Николаевского технического института. Слушатель курсов Военной академии имени М. В. Фрунзе в Москве в 1935—1938 годах, окончил её в звании капитана. Позже Свительский занимал пост начальника 1-го оперативного отдела штаба 72-й стрелковой дивизии, с декабря 1939 года начальник 1-го отдела штаба 12-й армии в звании майора (позже подполковник).
С февраля 1941 года заместитель начальника штаба 199-й стрелковой дивизии, на этом посту и встретил начало войны, сражаясь на Северо-Западном фронте с июня 1941 года. В июле 1941 года назначен начальником штаба 284-й стрелковой дивизии, после её разгрома возглавил штаб партизанского соединения имени Щорса. С отрядом действовал в районах Коростеня и Чернобыля, проводя разведывательно-диверсионные операции и вступая в бои с малыми гарнизонами немцев и отрядами полицаев. Летом 1943 года отряд действовал на территории Киевской и Житомирской областей. Весной 1944 года Свительский назначен начальником штаба партизанского движения УССР, а позже Главного отдела кадров РККА.
10 июня 1944 года в звании подполковника Свительский был направлен в состав Войска Польского в СССР. 15 июня 1944 назначен заместителем начальника оперативного отдела штаба 1-й армии Войска Польского. С середины июля 1944 года участвовал в операциях польских сил под Демблином, Пулавами, Варкой и на Пилице, позже сражался в варшавском районе Прага и во всей Варшаве. Полковник с 18 августа 1944 года. В январе 1945 года участвовал в плаанировании и реализации операций 1-й армии Войска польского на Поморском Вале, под Колобжегом, на Одере и в ходе штурма Берлина. С 18 марта по 7 июня 1945 года возглавлял оперативный отдел штаба армии, в апреле 1945 года получил лёгкое ранение головы.
После войны возглавил 1-й отдел штаба 4-го Катовицкого военного округа, с декабря 1945 года начальник штаба Лодзинского военного округа, с 15 ноября 1946 года начальник штаба 2-го Быдгощского военного округа (позже Поморского военного округа), с осени 1948 года командир 7-го Люблинского военного округа. С мая 1949 года командир 1-го танкового корпуса в Гданьске (1-й механизированный корпус с декабря 1949 года). 11 мая 1949 года Президиумом Совета Министров СССР произведён в генерал-майоры, 16 мая аналогично Государственным советом ПНР произведён в генералы бригады Войска Польского. С 13 октября 1952 по 24 июля 1954 годов был комендантом высшего пехотного училища в Рембертуве. В августе 1954 года вернулся в СССР, занимал должность начальника Главного отдела кадров советской армии в Москве, позже переведён в запас.
Проживал в Минске и Киеве, скончался 21 февраля 1979 года в Киеве. Похоронен на военном кладбище у Сырца.

## Награды
Польша
- Командорский крест ордена Возрождения Польши (1954)
- Офицерский крест ордена Возрождения Польши (1945)
- Серебряный крест ордена Virtuti Militari (1945)
- Орден «Крест Грюнвальда» III степени (1945)
- Золотой крест Заслуги (1946)
- Медаль «За Варшаву 1939—1945»
- Медаль «Победы и Свободы»
- Медаль «За Одру, Нису и Балтику»
- Бронзовая медаль «Вооружённые силы на службе Родине» (1951)

 СССР
- Орден Ленина
- Орден Красного Знамени (приказ №244 О награждении орденами и медалями партизан Украинской ССР)[3]
- Орден Богдана Хмельницкого II степени
- Орден Отечественной войны I степени (8 апреля 1945)
- Орден Кутузова II степени (31 мая 1945)
- Медаль «Партизану Отечественной войны» (1944)
- Медаль «За победу над Германией в Великой Отечественной войне 1941—1945 гг.»